# 逆輸入 〜航空局〜
『逆輸入 〜航空局〜』（ぎゃくゆにゅう こうくうきょく 英題：Reimport vol.2 Civil Aviation Bureau）は、2017年12月6日にユニバーサルミュージックより発売された日本のシンガーソングライター・椎名林檎による2作目のセルフカバー・アルバム。2018年3月2日にはアナログ盤が発売。

## 概要
オリジナル・アルバム『日出処』から約3年振りのアルバムとなる本作は2014年発売の『逆輸入 〜港湾局〜』の続編となるセルフカバー・アルバム。前作『港湾局』同様、椎名が2000年（「少女ロボット」）から2017年（「おとなの掟」）にかけてシングルやドラマの主題歌、CMソング、舞台の劇中歌として他の歌手へ提供してきた楽曲全11曲をセルフカバーして収録している。提供先は、石川さゆり、ICHIGO-ICHIE（深津絵里）、栗山千明、柴咲コウ、SMAP、高畑充希、ともさかりえ、Doughnuts Hole、林原めぐみ（五十音順）というジャンルを越えたバラエティに富んだ顔触れとなっている。
タイトルの「航空局」は、今作がセルフカバーするに際して椎名が提供時点で構造を決め込んで作曲した楽曲を中心に選曲し、日頃から椎名の作品に携わる編曲家による必要最小限のリアレンジに留めたため、「直行便」「直送便」的な意味合いを込めて付けられた。
前作『港湾局』は、1曲ごとに椎名とは初仕事の音楽プロデューサーたちを迎えた作品だったが、今作の編曲は直近の椎名の音楽制作に欠かせない斎藤ネコ、村田陽一、名越由貴夫、朝川朋之という4人の音楽家と椎名自身が手掛け、彼らと椎名との綿密なやりとりを経て作り上げられたアルバムとなっている。椎名が歌うのはあくまで本家（提供先）に対する分家・亜流・オルタナティブというポリシーで制作され、提供先の歌い手への特注品的な部分が直されている。椎名曰く、「両方ご試聴されたかたが『やっぱり本家へ戻りたい』と感じて下さるなら、それが一番です」。キーは椎名の声のスイートスポットに合わせるのではなく、楽器優先でアレンジされた。演奏は楽曲ごとに最小2名から最大30名までのアンサンブルが編成され、総勢80名の演奏家たちが参加している。
ケース付ハードカバー・ブック仕様の初回限定生産盤と、通常盤の2形態での発売。両盤ともコンサートツアー「椎名林檎 ひょっとしてレコ発2018」のチケット先行予約受付シリアルナンバーが封入されており、購入先着特典として特製クリアファイル（A5サイズ）が付く。
アナログ盤は180g重量盤仕様の初回プレス分限定。

## 収録曲

### 楽曲解説
1. 人生は夢だらけ（Ma vie, mes rêves）
2016年に高畑充希が出演・歌唱するかんぽ生命のCM「人生は、夢だらけ。」のCMソング[8]として提供していた楽曲のフルバージョン。CMソング版ではあらかじめCM制作側から提示されたコピーを用いて作詞されていたが[注 5]、本作収録にあたりコピーは削除され大幅に歌詞が変更されている。
2019年にはサントリー「クラフトボス TEA ノンシュガー」のCMソングに起用された。
本人曰く「正月三が日の休み、他の家族がスキーに出かけている中、家で一人シュトレンだけで過ごしながら制作していた[10]」とのこと。
2. おいしい季節（The Creamy Season）
2011年に栗山千明へ提供した楽曲。本楽曲は2012年に開催された東京事変のツアー「Live Tour 2012 Domestique Bon Voyage」や椎名のコンサート「十五周年 党大会 平成二十五年神山町大会」などでも披露されていた。2017年10月3日より配信限定で先行発売され、同日より明治「ザ・チョコレート」のCMソングに起用された[11]。またアルバム収録にあたり歌詞の表記が変更されている。
3. 少女ロボット（Girl Robot）
2000年にともさかりえへ提供した楽曲。本作に収録されている楽曲の中では最古であり、ソロや東京事変のコンサートでも度々披露されてきた。本作では村田陽一によりこれまで発表したバージョンから大幅なリアレンジが施された他、アルバム収録にあたり歌詞の表記が変更されている。
4. 暗夜の心中立て（Le vœu d'amour）
2014年に石川さゆりへ提供した楽曲。同年に開催されたツアー「(生)林檎博'14 ―年女の逆襲―」でも既に披露されていた。
5. 薄ら氷心中（A Double Suicide）
2016に林原めぐみへ提供した楽曲。
本作ではキーやBPMを大幅に上げてリアレンジされている。
6. 重金属製の女（The Heavy Metallic Girl）
2012年に野田秀樹による演劇 NODA MAP 第17回公演『エッグ』へ提供した楽曲「The Heavy Metallic Girl」（アルバム『毒苺』収録）。作詞は野田と椎名（助作詞）によるものだったが、本作収録にあたり歌詞を英語に変更しており、ブックレットには新たな対訳が掲載されている。
7. おとなの掟（The Adult Code）
2017年にドラマ『カルテット』の主題歌としてDoughnuts Hole（松たか子、満島ひかり、高橋一生、松田龍平）へ提供した楽曲。本作に収録されている楽曲の中では最新であり、収録にあたり歌詞が日本語から英語に変更されている。
8. 名うての泥棒猫（Le célèbre chat voleur）
2014年に石川さゆりへ提供したシングル『暗夜の心中立て』のカップリング曲として提供した楽曲。2015年に開催されたツアー「椎名林檎と彼奴等がゆく 百鬼夜行2015」でも既に披露されていた。
制作当初は管楽器を導入する予定だったが、編曲を手掛けた村田が名越のギターとヒイズミマサユ機のクラビネットの掛け合いに感化された事で断念したため、村田が編曲した椎名の楽曲では珍しく管弦が入っていない。
9. 華麗なる逆襲（Splendid Counterattack）
2015年にSMAPへ提供した楽曲。同年に開催されたツアー「椎名林檎と彼奴等がゆく 百鬼夜行2015」でも既に披露されていたが、映像化の際にカットされており、収録曲のうち本楽曲のみストリーミング配信が行われていない。また本作収録にあたり歌詞が日本語から英語に変更されている。
10. 野性の同盟（The Wild Union）
2015年に柴咲コウへ提供した楽曲。
CD版ではシームレスに次曲「最果てが見たい」に続く構成だが、ストリーミング配信ではそれぞれが独立するように再編集されている（そのためこの2曲の演奏時間はCD版と配信版で異なる）。
11. 最果てが見たい（¿Dónde quiere estar mi alma viajera?）
2014年に石川さゆりのアルバム『X -Cross II-』へ提供した楽曲。2015年に椎名が編曲したものが配信限定で発売されているが、本作では椎名のコンサートや作品でハープを演奏している朝川朋之が編曲をおこなった。また歌詞が日本語から英語に変更されている。

#### 楽曲クレジット
| 全作詞・作曲: 椎名林檎（M6のみ原詞を野田秀樹が担当）。 |                    |           |                                        |                   |                    |      |
| #                                                      | タイトル           | 作詞      | 作曲・編曲                             | 編曲              | 管弦楽編曲         | 時間 |
| 1.                                                     | 「人生は夢だらけ」 | 椎名林檎  | 椎名林檎（M6のみ原詞を野田秀樹が担当） | 村田陽一          |                    | 3:14 |
| 2.                                                     | 「おいしい季節」   | 椎名林檎  | 椎名林檎（M6のみ原詞を野田秀樹が担当） | 椎名林檎          | 斎藤ネコ（弦編曲） | 4:15 |
| 3.                                                     | 「少女ロボット」   | 椎名林檎  | 椎名林檎（M6のみ原詞を野田秀樹が担当） | 村田陽一          |                    | 3:34 |
| 4.                                                     | 「暗夜の心中立て」 | 椎名林檎  | 椎名林檎（M6のみ原詞を野田秀樹が担当） | 村田陽一          |                    | 4:03 |
| 5.                                                     | 「薄ら氷心中」     | 椎名林檎  | 椎名林檎（M6のみ原詞を野田秀樹が担当） | 斎藤ネコ          |                    | 3:13 |
| 6.                                                     | 「重金属製の女」   | 椎名林檎  | 椎名林檎（M6のみ原詞を野田秀樹が担当） | 名越由貴夫        |                    | 3:47 |
| 7.                                                     | 「おとなの掟」     | 椎名林檎  | 椎名林檎（M6のみ原詞を野田秀樹が担当） | 斎藤ネコ 椎名林檎 |                    | 3:24 |
| 8.                                                     | 「名うての泥棒猫」 | 椎名林檎  | 椎名林檎（M6のみ原詞を野田秀樹が担当） | 村田陽一          |                    | 3:08 |
| 9.                                                     | 「華麗なる逆襲」   | 椎名林檎  | 椎名林檎（M6のみ原詞を野田秀樹が担当） | 村田陽一          |                    | 4:13 |
| 10.                                                    | 「野性の同盟」     | 椎名林檎  | 椎名林檎（M6のみ原詞を野田秀樹が担当） | 名越由貴夫        |                    | 5:58 |
| 11.                                                    | 「最果てが見たい」 | 椎名林檎  | 椎名林檎（M6のみ原詞を野田秀樹が担当） | 朝川朋之          |                    | 4:13 |
| 合計時間:                                              | 合計時間:          | 合計時間: | 合計時間:                              | 43:04             |                    |      |

## 演奏
| 人生は夢だらけ - piano：フェビアン・レザ・パネ、林正樹 - drums：山木秀夫 - bass：納浩一 - flute：高桑英世 - oboe：庄司知史 - clarinet：十亀正司 - horn：藤田乙比古、豊田実加 - trumpet：西村浩二、菅坡雅彦 - trombone&euphonium：村田陽一 - trombone：鳥塚心輔 - concertmaster：グレート栄田 - violin：村田幸謙、桑田穣、金原千恵子、矢野晴子、桐山なぎさ、入江茜、丸山明子、山本大将、金子由衣 - viola：古川原裕仁、大沼幸江 - cello：笠原あやの、向井航 - marimba：高田みどり おいしい季節 - drums：みどりん - bass：鳥越啓介 - piano：林正樹 - electric guitar：名越由貴夫 - harp：朝川朋之 - concertmaster：グレート栄田 - violin：滝沢幸二郎、小倉達夫、矢野晴子、松本亜土、村田幸謙、桐山なぎさ、黒木薫、山本大将、三木希生子、丸山明子、越川歩、横田智子、牛山玲名、中島優紀、島内晶子 - viola：桑田穣、細川亜維子、河野理恵子、松本有理、徳高真奈美、加治友理 - cello：笠原あやの、前田善彦、篠崎由紀、阿部雅士、渡邉雅玄、槙岡絵里香 - contrabass：一本茂樹、竹下欣伸、石川浩之、鈴木陽子 - conductor：斎藤ネコ 少女ロボット - drums：山木秀夫 - electric bass：高水健司 - piano：中西康晴 - strings：グレート栄田ストリングス - violin：グレート栄田、金原千恵子、村田幸謙、矢野晴子 - viola：大沼幸江、桑田穣 - cello：笠原あやの、向井航 - vibraphone：大井貴司 暗夜の心中立て - drums：山木秀夫 - electric bass：高水健司 - piano：中西康晴 - electric guitar：名越由貴夫 - harp：朝川朋之 - trumpet：西村浩二、菅坡雅彦、奥村晶 - trombone：村田陽一、奥村晃、山城純子 - alto sax：本田雅人 - tenor sax：小池修 - baritone sax：山本拓夫 - concertmaster：グレート栄田 - violin：滝沢幸二郎、小倉達夫、桑田穣、金原千恵子、桐山なぎさ、矢野晴子、入江茜 - viola：山田雄司、高嶋麻由 - cello：笠原あやの、前田善彦 - timpani：高田みどり | 薄ら氷心中 - drums：山木秀夫 - bass：高水健司 - piano：市川秀明 - trumpet：西村浩二、菅坡雅彦、新井田ひとみ、菅家隆介 - trombone：村田陽一、奥村晃、山城純子、半田英俊、山口隼士 - alto sax：吉田治、鈴木圭 - tenor sax：小池修、竹野昌邦 - baritone sax：山本拓夫 - concertmaster：グレート栄田 - violin：滝沢幸二郎、小倉達夫、桑田穣、金原千恵子、矢野晴子、桐山なぎさ、入江茜、丸山明子 - viola：山田雄司、古川原裕仁 - cello：笠原あやの、前田善彦 - conductor：斎藤ネコ 重金属製の女 - drums：BOBO - electric bass：キタダマキ - electric guitar&sitar：名越由貴夫 - tabla&erectric noise：ASA-CHANG おとなの掟 - piano：ヒイズミマサユ機 - tuba：石丸奈菜 - strings：斎藤ネコカルテット - 1st.violin：斎藤ネコ - 2nd.violin：グレート栄田 - viola：山田雄司 - cello：藤森亮一 - midi：椎名林檎・井上雨迩 名うての泥棒猫 - drums：みどりん - bass：鳥越啓介 - electric guitar：名越由貴夫 - clavinet：ヒイズミマサユ機 華麗なる逆襲 - drums：みどりん - bass：鳥越啓介 - electric guitar：名越由貴夫 - wurlitzer：ヒイズミマサユ機 - trumpet：西村浩二、菅坡雅彦 - trombone：村田陽一 - alto sax：本田雅人 - tenor sax：小池修 - strings：グレート栄田ストリングス - violin：グレート栄田、村田幸謙、矢野晴子、桑田穣、丸山明子、山本大将 - viola：山田雄司、大沼幸江 野性の同盟 - drums：椎野恭一 - electric bass：キタダマキ - electric guitar：名越由貴夫 最果てが見たい - harp：朝川朋之 - electric guitar：名越由貴夫 |